# مارتی ولیکانگاس
مارتی ولیکانگاس (انگلیسی: Martti Välikangas; ۱ اوت ۱۸۹۳ – ۹ مهٔ ۱۹۷۳) معمار اهل فنلاند بود.